# Golfo di Sant'Eufemia

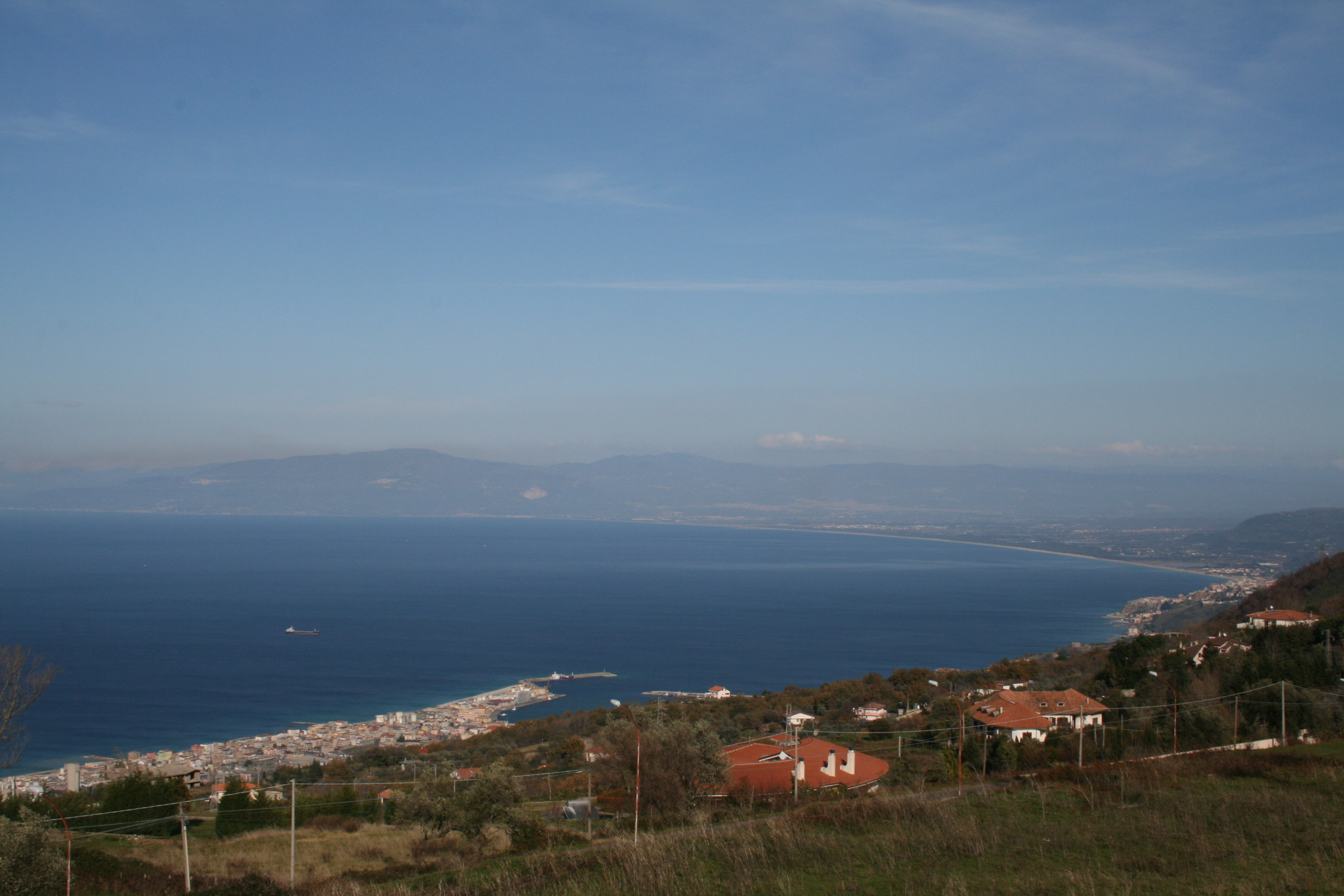
Porzione del golfo di Sant'Eufemia vista dalla città di Vibo Valentia.

Il golfo di Sant'Eufemia anche conosciuto come golfo di Lamezia Terme è una insenatura situata sulla costa tirrenica calabrese si estende da Capo Suvero (Sughero), Comune di Gizzeria (CZ)  fino a Capo Vaticano (frazione di Ricadi in provincia di Vibo Valentia). Dal Golfo di Sant'Eufemia al Golfo di Squillace, sul versante jonico, si estende l'istmo di Catanzaro, largo appena 27 km, la porzione più stretta della penisola italiana.

## Geografia fisica
Il golfo di Sant'Eufemia ha una profondità media di 200 m, su di esso si affaccia la piana lametina e sfociano da nord a sud vari corsi d'acqua tra cui i fiumi Savuto, Amato e Angitola. Nel territorio di Gizzeria il golfo è molto angolato e forma alcuni laghi di acqua salmastra detti i laghi La Vota, sito di interesse comunitario. Il golfo è abbastanza pescoso e vi si praticava la pesca del tonno che oggi è principalmente allevato.
Ha una lunghezza di 30 km e una larghezza di 12 km.

## Storia
Anticamente il golfo di Sant'Eufemia veniva chiamato Hipponiates e Vibonesis, dalla città di Hipponion, chiamata Vibo Valentia dai Romani, e Taerineus, dalla città greca di Terina, ormai distrutta in età romana, altra denominazione legata alla presenza del torrente Amato è Napetinos/Lametinos, derivante dagli antichi nomi del corso d'acqua. La sua posizione nel Mediterraneo unita al fatto che insieme al golfo di Squillace disegna il più stretto istmo d'Europa, ne ha assegnato un ruolo importantissimo nella storia tanto da essere narrato da Omero (la terra dei Feaci dell'Odissea), infatti un tratto di costa che si affaccia sul golfo è nota come costa dei Feaci, inoltre è stato oggetto dello sbarco degli inglesi nel 1806 per fronteggiare i francesi nella battaglia di Maida.

## Comuni del golfo di Lamezia
Di seguito si riporta l'elenco dei comuni che si affacciano sul golfo di Sant'Eufemia.
| #  | Comune          | Provincia     | Abitanti |
| -- | --------------- | ------------- | -------- |
| 1  | Lamezia Terme   | Catanzaro     | 70.452   |
| 2  | Vibo Valentia   | Vibo Valentia | 33.675   |
| 3  | Amantea         | Cosenza       | 13.996   |
| 4  | Pizzo           | Vibo Valentia | 9.263    |
| 5  | Curinga         | Catanzaro     | 6.789    |
| 6  | Tropea          | Vibo Valentia | 6.559    |
| 7  | Ricadi          | Vibo Valentia | 4.846    |
| 8  | Nocera Terinese | Catanzaro     | 4.743    |
| 9  | Gizzeria        | Catanzaro     | 4.709    |
| 10 | Briatico        | Vibo Valentia | 3.969    |
| 11 | Falerna         | Catanzaro     | 3.898    |
| 12 | Zambrone        | Vibo Valentia | 1.782    |
| 13 | Parghelia       | Vibo Valentia | 1.306    |